# Bird Islands Conservation Park
Bird Islands Conservation Park är en park i Australien. Den ligger i delstaten South Australia, omkring 140 kilometer nordväst om delstatshuvudstaden Adelaide.
Runt Bird Islands Conservation Park är det glesbefolkat, med 10 invånare per kvadratkilometer.. Närmaste större samhälle är Wallaroo, omkring 11 kilometer nordost om Bird Islands Conservation Park. 
Genomsnittlig årsnederbörd är 502 millimeter. Den regnigaste månaden är juni, med i genomsnitt 90 mm nederbörd, och den torraste är december, med 12 mm nederbörd.